# Martim Moniz (Metro de Lisboa)
Martim Moniz (antigua Socorro) es una estación del Metro de Lisboa. Se sitúa en el municipio de Lisboa, entre las estaciones de Rossio e Intendente de la Línea Verde. Fue inaugurada el 26 de septiembre de 1966.
Esta estación se localiza en la plaza de Martim Moniz, a la cual tiene salidas. El proyecto arquitectónico original es autoría del arquitecto Dinis Gomes y las intervenciones plásticas de la pintora Maria Keil. En 1997, en el ámbito del programa de remodelación y expansión de la red, esta estación fue totalmente remodelada de acuerdo con un proyecto arquitectónico autoría del arquitecto Paulo Brito da Silva y las intervenciones plásticas de los artistas Gracinda Candeias y José João Brito.
El patrón de azulejos creado por Maria Keil para esta estación tiene como base formas circulares y trazos verticales de colores luminosos. La estación de Martim Moniz presta servicio a la zona del mismo nombre, donde existe una confluencia de culturas y diversidad étnica, característica que inspiró a la artista Gracinda Candeias para crear una obra plástica en azulejos representativa del crisol de culturas de la zona. Por su parte, José João Brito trabajó el tema de la conquista de Lisboa y el episodio de Martim Moniz, reproduciendo en piezas escultóricas de varios tipos de mármol a guerreros, jinetes medievales y personalidades eclesiásticas. También realizó una escultura de Martim Moniz, en alusión al nombre del lugar donde se encuentra la estación.